# Coupe des confédérations 2013
Navigation
Afrique du Sud 2009 Russie 2017
La Coupe des confédérations 2013 est la neuvième édition de la Coupe des confédérations, compétition internationale de football organisée par la FIFA. Elle se déroule du 15 au 30 juin 2013 au Brésil, pays hôte de la Coupe du monde 2014.
Huit équipes prennent part à la compétition : outre le pays hôte (Brésil) on retrouve les six champions continentaux (Espagne, Uruguay, Nigeria, Mexique, Japon, Tahiti) ainsi que l'Italie, vice-championne d'Europe, qui vient compléter le tableau car l'Espagne cumule les titres de  champion d'Europe et du monde, libérant de ce fait une place.
Le tournoi fait figure de répétition générale pour les organisateurs de la Coupe du monde de 2014, qui se déroule également au Brésil.
Le Brésil remporte sa troisième Coupe des confédérations d'affilée après 2005 et 2009 et sa quatrième au total.

## Préparation de l'événement

### Villes et stades retenus
| \| Belo Horizonte Brasília Fortaleza Recife Rio de Janeiro Salvador \| Localisation des stades retenus pour la compétition. |
| Belo Horizonte Brasília Fortaleza Recife Rio de Janeiro Salvador                                                            |

Le 12 mai 2011, une première liste de cinq stades est publiée et est prévue d'être confirmée officiellement par la FIFA le 29 juillet. Cependant, l'organisation internationale repousse sa prise de décision au mois d'octobre. Ainsi, le 20 octobre, la FIFA annonce avoir choisi Belo Horizonte, Fortaleza, Brasília et Rio de Janeiro comme villes hôtes, et place Recife et Salvador « sur liste d'attente » en attendant une avancée dans les travaux des stades les concernant.
Le 30 mai 2012, la FIFA confirme sa première décision et rajoute sur sa liste les deux villes citées précédemment. Enfin, le 8 novembre, les six villes qui accueilleront des matches sont confirmées officiellement, une dernière fois.
| Belo Horizonte                              | Brasília                                            | Fortaleza                                                                                    | Recife                                              | Rio de Janeiro                                    | Salvador                                      |
| ------------------------------------------- | --------------------------------------------------- | -------------------------------------------------------------------------------------------- | --------------------------------------------------- | ------------------------------------------------- | --------------------------------------------- |
| Mineirão Capacité prévue : 62 547 (terminé) | Estádio Nacional Capacité prévue : 70 064 (terminé) | Arena Castelão Capacité prévue : 64 846 (ré-inauguré le 16 décembre 2012 par Dilma Rousseff) | Arena Pernambuco Capacité prévue : 44 248 (terminé) | Stade Maracanã Capacité prévue : 76 804 (terminé) | Fonte Nova Capacité prévue : 48 747 (terminé) |
|                                             |                                                     |                                                                                              |                                                     |                                                   |                                               |

## Acteurs

### Équipes participantes

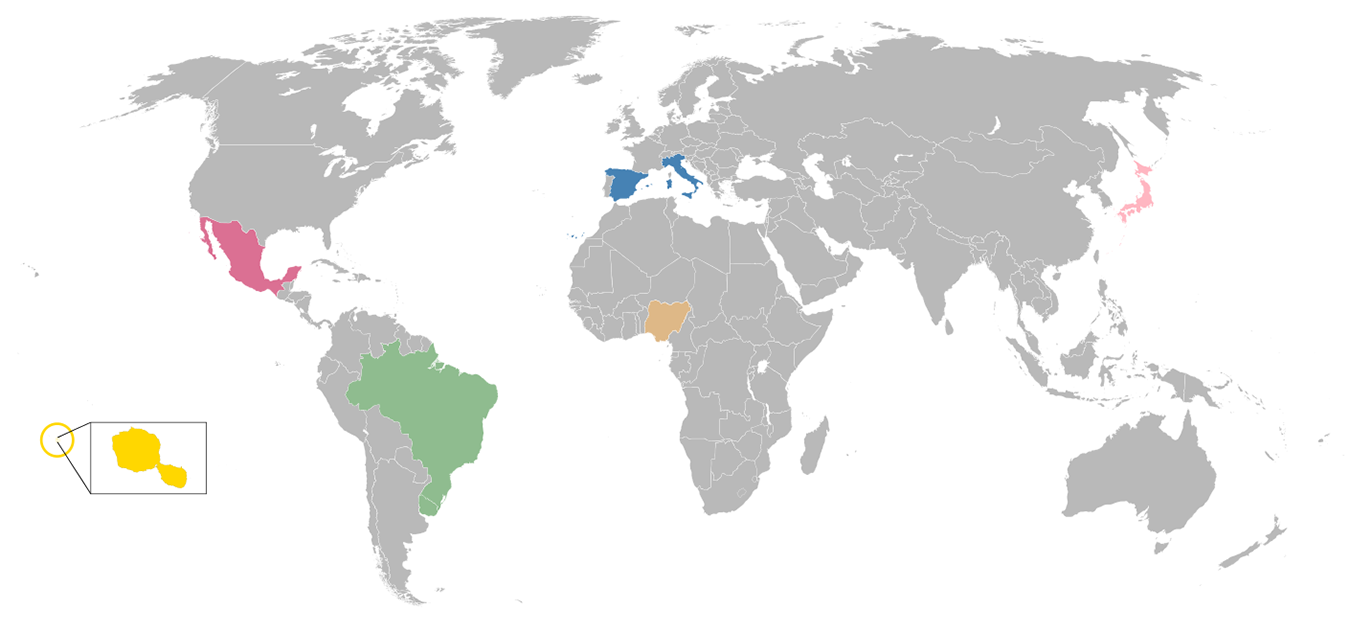
Équipes qualifiées pour la compétition, par confédération :
Amérique du Nord (CONCACAF)
Mexique
Amérique du Sud (CONMEBOL)
Brésil et Uruguay
Europe (UEFA)
Espagne et Italie
Afrique (CAF)
Nigeria
Asie (AFC)
Japon
Océanie (OFC)
Tahiti

- Amérique du Nord (CONCACAF)
      Mexique
- Amérique du Sud (CONMEBOL)
      Brésil et Uruguay
- Europe (UEFA)
      Espagne et Italie
- Afrique (CAF)
      Nigeria
- Asie (AFC)
      Japon
- Océanie (OFC)
      Tahiti

| Équipe  | Confédération | Qualité                                               | Qualification    | Participation | Titres                 |
| ------- | ------------- | ----------------------------------------------------- | ---------------- | ------------- | ---------------------- |
| Brésil  | CONMEBOL      | Pays hôte et organisateur de la Coupe du monde 2014   | 30 octobre 2007  | 7e            | 3 (1997, 2005 et 2009) |
| Espagne | UEFA          | Vainqueur de l'Euro 2012 et de la Coupe du monde 2010 | 11 juillet 2010  | 2e            |                        |
| Japon   | AFC           | Vainqueur de la Coupe d'Asie 2011                     | 29 janvier 2011  | 5e            |                        |
| Mexique | CONCACAF      | Vainqueur de la Gold Cup 2011                         | 25 juin 2011     | 6e            | 1 (1999)               |
| Uruguay | CONMEBOL      | Vainqueur de la Copa América 2011                     | 24 juillet 2011  | 2e            |                        |
| Tahiti  | OFC           | Vainqueur de la Coupe d'Océanie 2012                  | 10 juin 2012     | 1re           |                        |
| Nigeria | CAF           | Vainqueur de la Coupe d'Afrique des nations 2013      | 10 février 2013  | 2e            |                        |
| Italie  | UEFA          | Finaliste de l'Euro 2012                              | 1er juillet 2012 | 2e            |                        |

### Arbitres
Dix arbitres sont désignés par la FIFA pour diriger les rencontres de la Coupe des confédérations 2013.
| Confédération                                     | Arbitre          |
| ------------------------------------------------- | ---------------- |
| Afrique (CAF)                                     | Djamel Haimoudi  |
| Amérique du Nord, centrale et Caraïbes (CONCACAF) | Joel Aguilar     |
| Amérique du Sud (CONMEBOL)                        | Diego Abal       |
| Amérique du Sud (CONMEBOL)                        | Enrique Osses    |
| Asie (AFC)                                        | Ravshan Irmatov  |
| Asie (AFC)                                        | Yuichi Nishimura |
| Europe (UEFA)                                     | Björn Kuipers    |
| Europe (UEFA)                                     | Felix Brych      |
| Europe (UEFA)                                     | Howard Webb      |
| Europe (UEFA)                                     | Pedro Proença    |

## Déroulement du tournoi

### Format et tirage au sort
Le tirage au sort se déroule le 1er décembre 2012 au Palais des Conventions du Parc Anhembi de São Paulo.
À noter que, comme le veut la tradition pour les compétitions FIFA comme la Coupe du monde (sauf dans le cas de l'Europe qui envoie 13 représentants pour 8 groupes), deux équipes d'une même confédération ne peuvent se retrouver dans un même groupe. Ainsi, le Brésil et l'Uruguay sont versés dans chacun des deux groupes, de même que l'Espagne et l'Italie.

### Premier tour

#### Groupe A

##### Résumé
Le Brésil inaugure le tournoi face au Japon par une victoire facile sur le score de 3-0. L’Italie l'emporte plus difficilement (2-1) face au Mexique. Lors de la 2e journée, les Brésiliens restent toujours la meilleure défense à ce stade de la compétition en s'imposant 2-0 face au Mexique. De leur côté, les Italiens s'imposent dans la douleur sur le score fleuve de 4-3 contre des Japonais qui tenaient à l'emporter contre une équipe de haut rang. À ce moment de la compétition, le Mexique et le Japon sont d'ores et déjà éliminés. Lors de la dernière journée, le Brésil remporte le choc du groupe A 4-2 face à l'Italie, le Mexique s'impose 2-1 contre le Japon.

##### Classement et résultats
| Rang | Équipe  | Pts | J | G | N | P | Bp | Bc | Diff |  | Résultats (▼ dom., ► ext.) |  |     |     |     |
| ---- | ------- | --- | - | - | - | - | -- | -- | ---- |  | -------------------------- |  | --- | --- | --- |
| 1    | Brésil  | 9   | 3 | 3 | 0 | 0 | 9  | 2  | +7   |  | Brésil                     |  | 4-2 | 2-0 | 3-0 |
| 2    | Italie  | 6   | 3 | 2 | 0 | 1 | 8  | 8  | 0    |  | Italie                     |  |     | 2-1 | 4-3 |
| 3    | Mexique | 3   | 3 | 1 | 0 | 2 | 3  | 5  | -2   |  | Mexique                    |  |     |     | 2-1 |
| 4    | Japon   | 0   | 3 | 0 | 0 | 3 | 4  | 9  | -5   |  | Japon                      |  |     |     |     |

     Équipe qualifiée ou victorieuse; Pts = points; J = joués; G = gagnés; N = nuls; P = perdus;

Bp = buts pour; Bc = buts contre; Diff = différence de buts
1re journée
| 15 juin 2013                              | Brésil                              | 3 – 0   | Japon | Estádio Nacional Mané-Garrincha, Brasilia      |                                                |
| 16 h (UTC-3 ) · Historique des rencontres | Neymar 3e · Paulinho 48e · Jô 90+3e | (1 – 0) |       | Spectateurs : 67 423 Arbitrage : Pedro Proença | Spectateurs : 67 423 Arbitrage : Pedro Proença |
| 16 h (UTC-3 ) · Historique des rencontres | Rapport                             |         |       | Spectateurs : 67 423 Arbitrage : Pedro Proença | Spectateurs : 67 423 Arbitrage : Pedro Proença |

| 16 juin 2013                             | Mexique              | 1 – 2   | Italie                    | Stade Maracanã, Rio de Janeiro                 |                                                |
| 16 h (UTC-3) · Historique des rencontres | Hernández 34e (pen.) | (1 – 1) | 27e Pirlo · 78e Balotelli | Spectateurs : 73 123 Arbitrage : Enrique Osses | Spectateurs : 73 123 Arbitrage : Enrique Osses |
| 16 h (UTC-3) · Historique des rencontres | Rapport              |         |                           | Spectateurs : 73 123 Arbitrage : Enrique Osses | Spectateurs : 73 123 Arbitrage : Enrique Osses |

2e journée
| 19 juin 2013                             | Brésil               | 2 – 0   | Mexique | Estádio Castelão, Fortaleza                  |                                              |
| 16 h (UTC-3) · Historique des rencontres | Neymar 9e · Jô 90+3e | (1 – 0) |         | Spectateurs : 50 791 Arbitrage : Howard Webb | Spectateurs : 50 791 Arbitrage : Howard Webb |
| 16 h (UTC-3) · Historique des rencontres | Rapport              |         |         | Spectateurs : 50 791 Arbitrage : Howard Webb | Spectateurs : 50 791 Arbitrage : Howard Webb |

| 19 juin 2013                             | Italie                                                                | 4 – 3   | Japon                                       | Arena Pernambuco, Recife                    |                                             |
| 19 h (UTC-3) · Historique des rencontres | De Rossi 41e · Uchida 50e (csc) · Balotelli 52e (pen.) · Giovinco 86e | (1 – 2) | 22e (pen.) Honda · 33e Kagawa · 69e Okazaki | Spectateurs : 40 489 Arbitrage : Diego Abal | Spectateurs : 40 489 Arbitrage : Diego Abal |
| 19 h (UTC-3) · Historique des rencontres | Rapport                                                               |         |                                             | Spectateurs : 40 489 Arbitrage : Diego Abal | Spectateurs : 40 489 Arbitrage : Diego Abal |

3e journée
| 22 juin 2013                             | Italie                          | 2 – 4   | Brésil                                  | Arena Fonte Nova, Salvador                       |                                                  |
| 16 h (UTC-3) · Historique des rencontres | Giaccherini 51e · Chiellini 71e | (0 – 1) | 45+1e Dante · 55e Neymar · 66e 89e Fred | Spectateurs : 48 874 Arbitrage : Ravshan Irmatov | Spectateurs : 48 874 Arbitrage : Ravshan Irmatov |
| 16 h (UTC-3) · Historique des rencontres | Rapport                         |         |                                         | Spectateurs : 48 874 Arbitrage : Ravshan Irmatov | Spectateurs : 48 874 Arbitrage : Ravshan Irmatov |

| 22 juin 2013                             | Japon       | 1 – 2   | Mexique           | Estádio Mineirão, Belo Horizonte             |                                              |
| 16 h (UTC-3) · Historique des rencontres | Okazaki 86e | (0 – 0) | 54e 66e Hernández | Spectateurs : 52 690 Arbitrage : Felix Brych | Spectateurs : 52 690 Arbitrage : Felix Brych |
| 16 h (UTC-3) · Historique des rencontres | Rapport     |         |                   | Spectateurs : 52 690 Arbitrage : Felix Brych | Spectateurs : 52 690 Arbitrage : Felix Brych |

#### Groupe B

##### Résumé
Le premier match du groupe B a déjà des accents de finale de poule car les Espagnols rencontrent l'Uruguay. L’Espagne s'impose finalement 2-1. L'autre match oppose le Nigeria et Tahiti, match que le Nigeria gagne largement (6-1). Lors de la 2e journée, l'Espagne bat Tahiti sur le score record de 10 à 0, et l'Uruguay bat le Nigeria 2-1, malgré une opposition farouche du représentant de l'Afrique. Lors de la dernière journée, l'Espagne s'impose 3 à 0 face au Nigeria et l'Uruguay l’emporte logiquement face à  Tahiti 8 à 0.

##### Classement et résultats
| Rang | Équipe  | Pts | J | G | N | P | Bp | Bc | Diff |  | Résultats (▼ dom., ► ext.) |  |     |     |      |
| ---- | ------- | --- | - | - | - | - | -- | -- | ---- |  | -------------------------- |  | --- | --- | ---- |
| 1    | Espagne | 9   | 3 | 3 | 0 | 0 | 15 | 1  | +14  |  | Espagne                    |  | 2-1 | 3-0 | 10-0 |
| 2    | Uruguay | 6   | 3 | 2 | 0 | 1 | 11 | 3  | +8   |  | Uruguay                    |  |     | 2-1 | 8-0  |
| 3    | Nigeria | 3   | 3 | 1 | 0 | 2 | 7  | 6  | +1   |  | Nigeria                    |  |     |     | 6-1  |
| 4    | Tahiti  | 0   | 3 | 0 | 0 | 3 | 1  | 24 | -23  |  | Tahiti                     |  |     |     |      |

     Équipe qualifiée ou victorieuse; Pts = points; J = joués; G = gagnés; N = nuls; P = perdus;

Bp = buts pour; Bc = buts contre; Diff = différence de buts
1re journée
| 16 juin 2013                             | Espagne                 | 2 – 1   | Uruguay    | Arena Pernambuco, Recife                          |                                                   |
| 19 h (UTC-3) · Historique des rencontres | Pedro 20e · Soldado 32e | (2 – 0) | 88e Suárez | Spectateurs : 41 705 Arbitrage : Yuichi Nishimura | Spectateurs : 41 705 Arbitrage : Yuichi Nishimura |
| 19 h (UTC-3) · Historique des rencontres | Rapport                 |         |            | Spectateurs : 41 705 Arbitrage : Yuichi Nishimura | Spectateurs : 41 705 Arbitrage : Yuichi Nishimura |

| 17 juin 2013                             | Tahiti    | 1 – 6   | Nigeria                                                                  | Estádio Mineirão, Belo Horizonte              |                                               |
| 16 h (UTC-3) · Historique des rencontres | Tehau 54e | (0 – 3) | 5e (csc) Vallar · 10e 26e 76e Oduamadi · 69e (csc) Tehau · 80e Echiejile | Spectateurs : 20 187 Arbitrage : Joel Aguilar | Spectateurs : 20 187 Arbitrage : Joel Aguilar |
| 16 h (UTC-3) · Historique des rencontres | Rapport   |         |                                                                          | Spectateurs : 20 187 Arbitrage : Joel Aguilar | Spectateurs : 20 187 Arbitrage : Joel Aguilar |

2e journée
| 20 juin 2013                             | Espagne                                                              | 10 – 0  | Tahiti | Stade Maracanã, Rio de Janeiro                   |                                                  |
| 16 h (UTC-3) · Historique des rencontres | Torres 4e 33e 57e 77e · Silva 31e 88e · Villa 38e 48e 63e · Mata 65e | (4 – 0) |        | Spectateurs : 71 806 Arbitrage : Djamel Haimoudi | Spectateurs : 71 806 Arbitrage : Djamel Haimoudi |
| 16 h (UTC-3) · Historique des rencontres | Rapport                                                              |         |        | Spectateurs : 71 806 Arbitrage : Djamel Haimoudi | Spectateurs : 71 806 Arbitrage : Djamel Haimoudi |

| 20 juin 2013                             | Nigeria   | 1 – 2   | Uruguay                 | Arena Fonte Nova, Salvador                     |                                                |
| 19 h (UTC-3) · Historique des rencontres | Mikel 37e | (1 – 1) | 19e Lugano · 51e Forlán | Spectateurs : 26 769 Arbitrage : Björn Kuipers | Spectateurs : 26 769 Arbitrage : Björn Kuipers |
| 19 h (UTC-3) · Historique des rencontres | Rapport   |         |                         | Spectateurs : 26 769 Arbitrage : Björn Kuipers | Spectateurs : 26 769 Arbitrage : Björn Kuipers |

3e journée
| 23 juin 2013                             | Nigeria | 0 – 3   | Espagne                        | Estádio Castelão, Fortaleza                   |                                               |
| 16 h (UTC-3) · Historique des rencontres |         | (0 – 1) | 3e 88e Jordi Alba · 62e Torres | Spectateurs : 51 263 Arbitrage : Joel Aguilar | Spectateurs : 51 263 Arbitrage : Joel Aguilar |
| 16 h (UTC-3) · Historique des rencontres | Rapport |         |                                | Spectateurs : 51 263 Arbitrage : Joel Aguilar | Spectateurs : 51 263 Arbitrage : Joel Aguilar |

| 23 juin 2013                             | Uruguay                                                             | 8 – 0   | Tahiti | Arena Pernambuco, Recife                       |                                                |
| 16 h (UTC-3) · Historique des rencontres | Hernández 2e 24e 45e 67e · Pérez 27e · Lodeiro 60e · Suárez 82e 90e | (4 – 0) |        | Spectateurs : 22 047 Arbitrage : Pedro Proença | Spectateurs : 22 047 Arbitrage : Pedro Proença |
| 16 h (UTC-3) · Historique des rencontres | Rapport                                                             |         |        | Spectateurs : 22 047 Arbitrage : Pedro Proença | Spectateurs : 22 047 Arbitrage : Pedro Proença |

### Tableau final
|  | Demi-finales                     | Demi-finales                  |                        |         | Finale                        | Finale                        |
|  | Demi-finales                     | Demi-finales                  |                        |         | Finale                        | Finale                        |
|  |                                  |                               |                        |         |                               |                               |
|  | 26 juin 2013 à Belo Horizonte    | 26 juin 2013 à Belo Horizonte |                        |         | 30 juin 2013 à Rio de Janeiro | 30 juin 2013 à Rio de Janeiro |
|  | 26 juin 2013 à Belo Horizonte    | 26 juin 2013 à Belo Horizonte |                        |         | 30 juin 2013 à Rio de Janeiro | 30 juin 2013 à Rio de Janeiro |
|  | Brésil                           | 2                             |                        |         | 30 juin 2013 à Rio de Janeiro | 30 juin 2013 à Rio de Janeiro |
|  | Brésil                           | 2                             |                        |         | 30 juin 2013 à Rio de Janeiro | 30 juin 2013 à Rio de Janeiro |
|  | Uruguay                          | 1                             |                        |         | 30 juin 2013 à Rio de Janeiro | 30 juin 2013 à Rio de Janeiro |
|  | Uruguay                          | 1                             | Brésil                 | 3       |                               |                               |
|  | 27 juin 2013 à Fortaleza         |                               | Brésil                 | 3       |                               |                               |
|  |                                  | Espagne                       | 0                      |         |                               |                               |
|  | Espagne                          | Espagne                       | 0                      | 0ap (7) |                               |                               |
|  | Espagne                          |                               |                        | 0ap (7) |                               |                               |
|  | Italie                           | 0 tab(6)                      |                        |         |                               |                               |
|  | Italie                           | 0 tab(6)                      | Match pour la 3e place |         |                               |                               |
|  |                                  |                               |                        |         |                               |                               |
|  | 30 juin 2013 à Salvador de Bahia |                               |                        |         |                               |                               |
|  |                                  |                               |                        |         |                               |                               |
|  | Uruguay                          | 2ap (2)                       |                        |         |                               |                               |
|  | Uruguay                          | 2ap (2)                       |                        |         |                               |                               |
|  | Italie                           | 2 tab(3)                      |                        |         |                               |                               |
|  | Italie                           | 2 tab(3)                      |                        |         |                               |                               |

#### Demi-finales
| 26 juin 2013                             | Brésil                  | 2 – 1   | Uruguay    | Estádio Mineirão, Belo Horizonte               |                                                |
| 16 h (UTC-3) · Historique des rencontres | Fred 41e · Paulinho 86e | (1 – 0) | 48e Cavani | Spectateurs : 57 483 Arbitrage : Enrique Osses | Spectateurs : 57 483 Arbitrage : Enrique Osses |
| 16 h (UTC-3) · Historique des rencontres | Rapport                 |         |            | Spectateurs : 57 483 Arbitrage : Enrique Osses | Spectateurs : 57 483 Arbitrage : Enrique Osses |

| 27 juin 2013                             | Espagne                                                   | 0 – 0 (a.p.)      | Italie                                                                  | Estádio Castelão, Fortaleza                  |                                              |
| 16 h (UTC-3) · Historique des rencontres |                                                           | (0 – 0)           |                                                                         | Spectateurs : 56 083 Arbitrage : Howard Webb | Spectateurs : 56 083 Arbitrage : Howard Webb |
| 16 h (UTC-3) · Historique des rencontres | Rapport                                                   |                   |                                                                         | Spectateurs : 56 083 Arbitrage : Howard Webb | Spectateurs : 56 083 Arbitrage : Howard Webb |
| 16 h (UTC-3) · Historique des rencontres | Xavi · Iniesta · Piqué · Ramos · Mata · Sergio · J. Navas | Tirs au but 7 - 6 | Candreva · Aquilani · De Rossi · Giovinco · Pirlo · Montolivo · Bonucci | Spectateurs : 56 083 Arbitrage : Howard Webb | Spectateurs : 56 083 Arbitrage : Howard Webb |

#### Match pour la troisième place
| 30 juin 2013                             | Uruguay                                               | 2 – 2 (a.p.)      | Italie                                            | Arena Fonte Nova, Salvador                       |                                                  |
| 13 h (UTC-3) · Historique des rencontres | Cavani 58e 78e                                        | (0 – 1)           | 24e Astori · 73e Diamanti                         | Spectateurs : 43 382 Arbitrage : Djamel Haimoudi | Spectateurs : 43 382 Arbitrage : Djamel Haimoudi |
| 13 h (UTC-3) · Historique des rencontres | Rapport                                               |                   |                                                   | Spectateurs : 43 382 Arbitrage : Djamel Haimoudi | Spectateurs : 43 382 Arbitrage : Djamel Haimoudi |
| 13 h (UTC-3) · Historique des rencontres | Forlán · Cavani · L. Suárez · M. Cáceres · W. Gargano | Tirs au but 2 - 3 | Aquilani · El Shaarawy · De Sciglio · Giaccherini | Spectateurs : 43 382 Arbitrage : Djamel Haimoudi | Spectateurs : 43 382 Arbitrage : Djamel Haimoudi |

#### Finale
| 30 juin 2013                            | Brésil                   | 3 – 0   | Espagne | Stade Maracanã, Rio de Janeiro                 |                                                |
| 19h (UTC-3) · Historique des rencontres | Fred 2e 47e · Neymar 44e | (2 – 0) |         | Spectateurs : 73 531 Arbitrage : Björn Kuipers | Spectateurs : 73 531 Arbitrage : Björn Kuipers |
| 19h (UTC-3) · Historique des rencontres | Rapport                  |         |         | Spectateurs : 73 531 Arbitrage : Björn Kuipers | Spectateurs : 73 531 Arbitrage : Björn Kuipers |

## Statistiques

### Statistiques générales
- Moyenne de but par match = 4,25 buts par match

Nombre de buts par équipe
- Espagne : 15 buts
- Uruguay : 14 buts
- Brésil : 14 buts
- Italie : 10 buts
- Nigeria : 7 buts
- Japon : 4 buts
- Mexique : 3 buts
- Tahiti : 1 but

### Ballon d'or du meilleur joueur
Le Ballon d'or du meilleur joueur est la récompense donnée au meilleur joueur de la Coupe des confédérations.
| Place              | Joueur         |
| ------------------ | -------------- |
| Médaille d'or      | Neymar         |
| Médaille d'argent  | Andrés Iniesta |
| Médaille de bronze | Paulinho       |

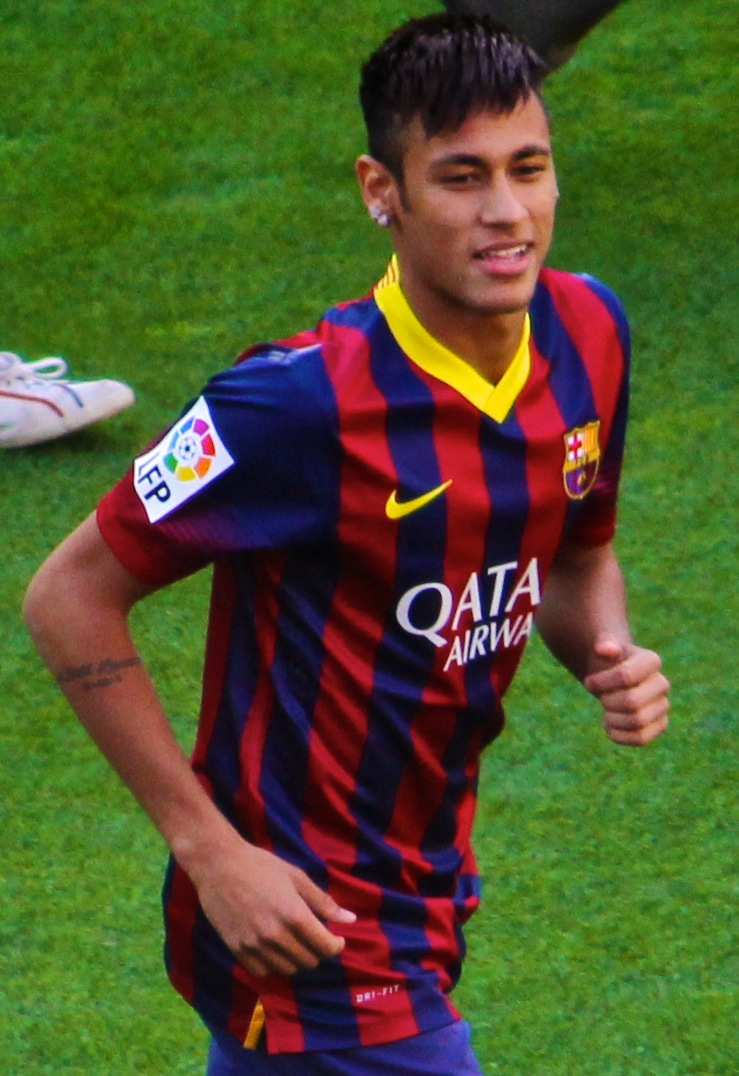
Neymar
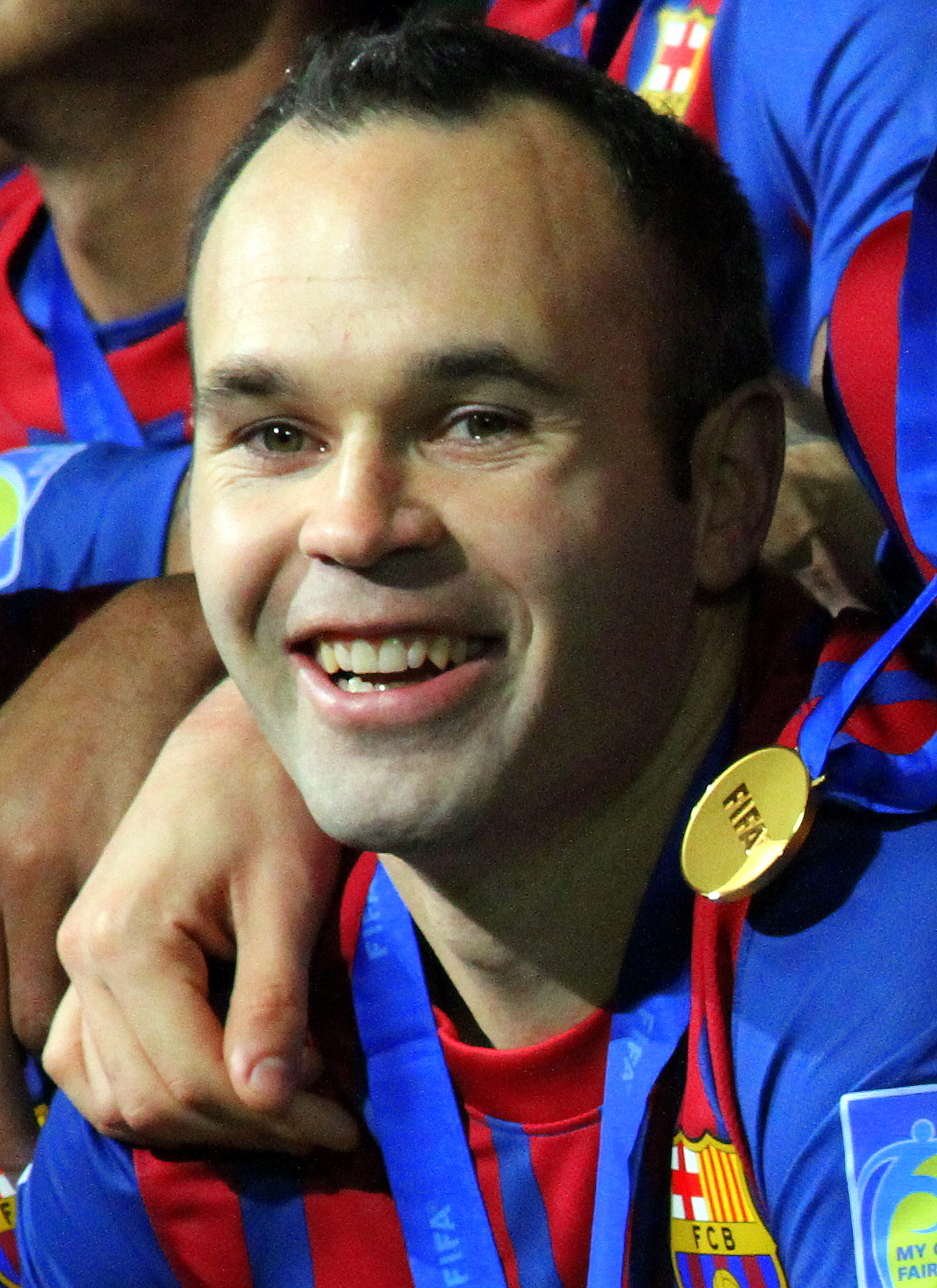
Andrés Iniesta
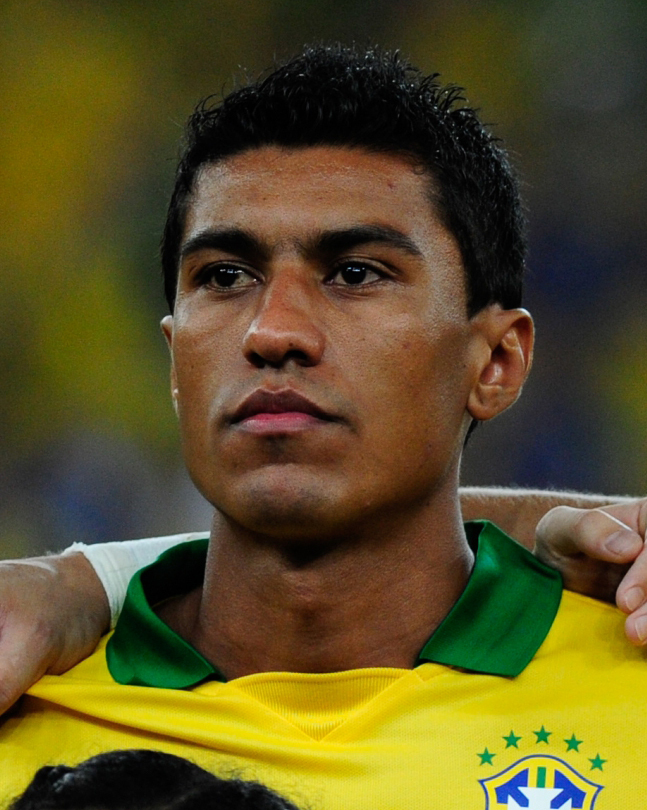
Paulinho

### Buteurs
5 buts
- Fernando Torres (désigné meilleur buteur par la FIFA)
- Fred

4 buts
- Neymar
- Abel Hernández

3 buts
- David Villa
- Javier Hernández
- Nnamdi Oduamadi
- Luis Suárez
- Edinson Cavani

2 buts
- Paulinho
- Jô
- Jordi Alba
- David Silva
- Mario Balotelli
- Shinji Okazaki

1 but
| - Dante - Juan Mata - Pedro - Roberto Soldado - Giorgio Chiellini - Daniele De Rossi - Emanuele Giaccherini - Sebastian Giovinco - Andrea Pirlo - Alessandro Diamanti - Davide Astori | - Keisuke Honda - Shinji Kagawa - Elderson Uwa Echiejile - John Obi Mikel - Jonathan Tehau - Diego Forlán - Nicolás Lodeiro - Diego Lugano - Diego Pérez |

Buts contre son camp
- Atsuto Uchida (Contre l'Italie)
- Jonathan Tehau (Contre le Nigeria)
- Nicolas Vallar (Contre le Nigeria)

### Affluences
L'affluence totale est de 797 646 spectateurs ce qui constitue une moyenne de 49 853 spectateurs par match; chiffre supérieur à l'édition précédente.
| Match             | Affluence          |
| ----------------- | ------------------ |
| Brésil - Japon    | 67 423 spectateurs |
| Mexique - Italie  | 73 123 spectateurs |
| Brésil - Mexique  | 50 791 spectateurs |
| Italie - Japon    | 40 489 spectateurs |
| Italie - Brésil   | 48 874 spectateurs |
| Japon - Mexique   | 52 690 spectateurs |
| Espagne - Uruguay | 41 705 spectateurs |
| Tahiti - Nigeria  | 20 187 spectateurs |
| Espagne - Tahiti  | 71 806 spectateurs |
| Nigeria - Uruguay | 26 769 spectateurs |
| Nigeria - Espagne | 51 263 spectateurs |
| Uruguay - Tahiti  | 22 047 spectateurs |
| Brésil - Uruguay  | 57 483 spectateurs |
| Espagne - Italie  | 56 083 spectateurs |
| Uruguay - Italie  | 43 382 spectateurs |
| Brésil - Espagne  | 73 531 spectateurs |